# China Vanke
China Vanke Co., Ltd. — один из крупнейших операторов жилой недвижимости Китая, входит в число 25-и крупнейших компаний страны и в число 500 крупнейших компаний мира. Основан в 1984 году, с 1991 года котируется на Шэньчжэньской фондовой бирже, а с 2014 года — также на Гонконгской фондовой бирже, в 2017 году крупнейшим акционером China Vanke стала SZMC (Shenzhen Metro Group), штаб-квартира расположена в городе Шэньчжэнь.
Компания специализируется на строительстве и продаже жилых, торговых и промышленных объектов, а также на сдаче жилья в аренду, предоставлении логистических услуг и жилищных кредитов, управлении жилой и курортной недвижимостью. Кроме того, в сферу интересов China Vanke входят поставки стройматериалов, уход за пожилыми людьми и образование. По состоянию на 2019 год выручка China Vanke составляла 41,1 млрд долл., прибыль — 5 млрд долл., активы — 222,6 млрд долл., рыночная стоимость — 46,5 млрд долл., в компании работало 104,3 тыс. сотрудников.

## История
Китайский предприниматель Ван Ши основал компанию в 1984 году в свободной экономической зоне Шэньчжэня. В 1991 году China Vanke стала второй компанией, разместившей свои акции на Шэньчжэньской фондовой бирже, крупнейшим акционером на тот момент стала государственная инвестиционная группа China Resources.
В 2015 году China Vanke, на то время крупнейший застройщик КНР, оказалась в центре внимания в связи с попыткой враждебного поглощения со стороны конгломерата Baoneng Group. Через свою страховую компанию эта группа в июле 2015 года приобрела 5 % акций China Vanke, а к декабрю довела свою долю в капитале компании до 24,26 %, став крупнейшим акционером. Основной конкурент Vanke, компания Evergrande Group, к ноябрю 2016 года также сконцентрировала у себя 14 % акций компании. Председатель совета директоров China Vanke Ван Ши предложил план по дополнительной эмиссии акций, которые бы купила Shenzhen Metro, но этот план был отвергнут акционерами. В конце 2016 года Комиссия по надзору за страховой деятельностью начала проверки в Baoneng и страховом филиале China Evergrande, после чего обе эти компании, а также старейший акционер China Resources спешно и с большим убытком продали свои акции China Vanke управляющей компании Шэньчжэньского метрополитена. В июне 2017 году совет директоров China Vanke был полностью обновлён, Ван Ши также покинул свой пост. К этому времени China Evergrande сумела обойти Vanke по объёму сданной недвижимости.

## Деятельность
Основные интересы China Vanke сосредоточены в трёх регионах Китая: дельте Жемчужной реки (включая Гуанчжоу, Гонконг и Фучжоу), дельте Янцзы (включая Шанхай и Нанкин) и районе вокруг залива Бохайвань (включая Пекин и Тяньцзинь). На международной арене China Vanke представлена в США, Великобритании, Сингапуре и Малайзии. Дочерний SCPG Holding управляет сетью из более чем тридцати торговых центров в крупнейших городах Китая.
После того, как пришла к концу «золотая эра» развития китайского рынка недвижимости, China Vanke с 2014 года стала диверсифицировать свой бизнес-портфель, инвестируя средства в управление имуществом, лизинг и аренду квартир, складской бизнес и туризм.
|                     | 2007  | 2008  | 2009  | 2010  | 2011  | 2012  | 2013  | 2014  | 2015  | 2016  | 2017  | 2018  |
| ------------------- | ----- | ----- | ----- | ----- | ----- | ----- | ----- | ----- | ----- | ----- | ----- | ----- |
| Оборот              | 33,49 | 38,62 | 46,05 | 47,76 | 67,71 | 96,86 | 127,5 | 138,0 | 184,3 | 228,9 | 237,3 | 297,1 |
| Чистая прибыль      | 5,318 | 4,640 | 6,430 | 8,840 | 11,60 | 15,66 | 18,30 | 19,29 | 25,95 | 28,35 | 37,21 | 49,27 |
| Активы              |       | 120,6 | 138,0 | 216,0 | 296,5 | 379,1 | 479,5 | 508,6 | 611,5 | 830,8 | 1165  | 1529  |
| Собственный капитал |       | 38,82 | 45,41 | 54,59 | 67,83 | 82,14 | 105,4 | 115,9 | 136,3 | 161,7 | 186,6 | 235,6 |

## Акционеры
Контрольный пакет акций China Vanke принадлежит SZMC (Shenzhen Metro Group). Другими крупнейшими акционерами China Vanke являются сингапурская GIC Private Limited (10 %), американская The Vanguard Group (4,2 %), норвежская Norges Bank Investment Management (2,3 %), американская BlackRock Fund Advisors (2,3 %), швейцарская Vontobel Asset Management (1,9 %), американская JPMorgan Investment Management (1,8 %), британская Investec Asset Management (1,6 %), американская JPMorgan Asset Management (1,6 %), британская Aberdeen Standard Investments (1,6 %) и австралийская First State Investments (1,5 %).

## Дочерние компании
- Vanke Property
- Vanke Property (Overseas)
- Beijing Rufeng Express
- Zhenjiang Wanlong Investment Management

- Vanke Property (Hong Kong) Company
- Vanke Real Estate (Hong Kong) Company
- Vanke US (Нью-Йорк)
- Vanke Holdings USA

Кроме того, China Vanke принадлежит 28 % Huishang Bank Corporation, 12 % E-House China Enterprise Holdings, 9 % China Primary Energy Holdings и 4,9 % американской группы Cushman & Wakefield.